# Macbeth – Der Königsmörder
Macbeth – Der Königsmörder ist eine US-amerikanische Literaturverfilmung aus dem Jahr 1948 nach William Shakespeares Drama Macbeth. Regie, Drehbuch sowie die Hauptrolle wurden von Orson Welles übernommen.

## Handlung
Die Handlung folgt im Großen und Ganzen dem Shakespeare-Drama Macbeth.

## Hintergrund
Orson Welles plante eine Shakespeare-Verfilmung ab 1947 und wollte zunächst Othello adaptieren, fand jedoch nach den mehreren Flops unter seiner Regie keinerlei finanzielle Unterstützung. Deshalb wandte er sich dann Macbeth zu, welches er sich im Stil als eine „perfekte Kreuzung von Sturmhöhe und Frankensteins Braut“ vorstellte. Gemeinsam mit Charles K. Feldman überzeugte Welles den Republic-Pictures-Chef Herbert Yates für die Verfilmung. Republic Pictures gehörte zu den Poverty-Row-Studios in Hollywood, die meist nur B-Movies – vor allem Western – herausbrachten. Mit dieser Shakespeare-Verfilmung plante Yates, das künstlerische Niveau seines Studios anzuheben. Herbert Yates konnte Welles wegen der begrenzten Möglichkeiten des Studios nur 700.000 US-Dollar geben, zusätzliches Geld musste Welles von seinem eigenen Vermögen hinzuzahlen. Er hatte insgesamt 24 Tage für die Dreharbeiten, die auf dem Gelände der Republic Studios stattfanden.
Welles besetzte sich in der Titelrolle und wollte zunächst Vivien Leigh für die Rolle der Lady Macbeth gewinnen, doch das Filmbudget ließ eine solch teure Schauspielerin nicht zu. Weitere Kandidatinnen waren Tallulah Bankhead, Anne Baxter, Mercedes McCambridge und Agnes Moorehead. Doch alle Darstellerinnen waren entweder beschäftigt oder lehnten ab. Letztlich verpflichtete Welles mit Jeanette Nolan eine bekannte Theaterschauspielerin, die hier ihr Filmdebüt gab. Welles und Nolan hatten bereits ein Jahrzehnt zuvor beim Radio zusammengearbeitet. Weiterhin verpflichtete Welles den Iren Dan O’Herlihy in seinem amerikanischen Spielfilmdebüt sowie den früheren Kinderstar Roddy McDowall als Malcolm. Als Kuriosität kann die Besetzung von Welles’ Tochter Christopher verstanden werden, die in ihrer einzigen Filmrolle Macduffs Sohn verkörpert.

## Synchronisation
Die deutsche Synchronfassung entstand 1975, im Auftrag des ZDF in Berlin.
| Rolle         | Darsteller         | Synchronsprecher                       |
| ------------- | ------------------ | -------------------------------------- |
| Macbeth       | Orson Welles       | Michael Chevalier                      |
| Lady Macbeth  | Jeanette Nolan     | Judy Winter oder Eva Katharina Schultz |
| Macduff       | Dan O’Herlihy      | Lothar Blumhagen                       |
| Malcolm       | Roddy McDowall     | Hans-Jürgen Dittberner                 |
| Banquo        | Edgar Barrier      | Helmut Wildt                           |
| Duncan        | Erskine Sanford    | Kurt Mühlhardt                         |
| Lennox        | Keene Curtis       | Wolfgang Condrus                       |
| Macduffs Sohn | Christopher Welles | Oliver Rohrbeck                        |
| Doktor        | Morgan Farley      | Eric Vaessen                           |
| Seyton        | George Chirello    | Walter Bluhm                           |

## Kritiken
„Von Orson Welles in einen abstrakten Film von fast experimentellem Charakter umgesetzt. Die intensive theatralische Wirkung kommt vorwiegend durch die optische Gestaltung zustande, wobei die ausgefallenen Kostüme, die Pappkarton-Dekors und der expressive Inszenierungsstil besonders faszinieren.“

„Es ist einer der eigenwilligsten Shakespeare-Filme: roh und asketisch, Männer in Fellen mit bizarren Helmen in Pappmaschee-Dekorationen.“